# Docosia
Docosia là một chi fungus gnat trong họ Mycetophilidae.

## Loài chọn lọc
- Docosia kerkini Kurina & Sevcik, 2011
- Docosia muranica Kurina & Sevcik, 2011
- Docosia rameli Kurina & Sevcik, 2011